# Lemairegisa maonica
Lemairegisa maonica är en fjärilsart som beskrevs av William Schaus 1906. Lemairegisa maonica ingår i släktet Lemairegisa och familjen tandspinnare. Inga underarter finns listade i Catalogue of Life.